# 윌비에스엔티
윌비에스엔티(WILL BE Semiconductor & Technology Co. Ltd.)는 반도체 핵심 제조 공정인 CMP에 리테이너 링을 생산하는 대한민국의 기업이다.
2014년까지 지분 100%를 보유하던 이한주 대표가 2015년 사모펀드 카무르프라이빗에쿼티(에이콘 제2호)에 매각했고 4년 만인 2019 년 11월에 에이앤더블유제1호에 매각되었으며 키움컨소가 다시 인수하였다

## 같이 보기
- HL그룹

## 참고문헌
1. ↑  'HL그룹 인수' 윌비에스엔티, 주관사단 확정 'NH·키움·신영', 더벨, 양정우 기자공개 2023-10-10
2. ↑  이경주, 반도체 부품 '윌비에스엔티' 상장 한다, 탑데일리,2023-09-06